# بخش بالاگریوه
بخش بالاگریوه، یکی از بخش‌های شهرستان پلدختر در استان لرستان ایران است. مرکز این بخش، روستای ولیعصر است.